# Supercoppa di Lega di Serie C1 2007
La Supercoppa di Lega di Serie C1 2007 è stata la 8ª edizione della Supercoppa di Serie C. Nel torneo si affrontano le vincitrici dei due gironi della Serie C1 2006-2007. L'edizione venne vinta dal Grosseto per la prima volta nella sua storia.

## Squadre partecipanti
Le squadre partecipanti all'edizione 2007:
- Grosseto Vincitrice girone A di Serie C1 2006-2007
- Ravenna Vincitore girone B di Serie C1 2006-2007

## Formula
La formula prevede che le due squadre si affrontino in una gara di andata ed in una di ritorno, la vincitrice dell'edizione sarà quella che avrà segnato più gol in entrambe le gare. In caso di arrivo a pari reti, la vittoria dell'edizione verrà data alla squadra che ha segnato il maggior numero di gol in trasferta. In caso che anche i gol in trasferta segnati dalle compagini siano uguali, si procederà ai calci di rigore.

## Incontri
| Arbitro: | Andolfatto (Bassano del Grappa) |

|                     |           |           |
| Chianese 47’ (rig.) | Marcatori | 31’ Gessa |

| Arbitro: | Tozzi (Ostia Lido) |

|             |           |  |
| Zizzari 74’ | Marcatori |  |